# Cap au Leste
 (juillet 2011).
Si vous disposez d'ouvrages ou d'articles de référence ou si vous connaissez des sites web de qualité traitant du thème abordé ici, merci de compléter l'article en donnant les références utiles à sa vérifiabilité et en les liant à la section « Notes et références ».
Le Cap au Leste est un cap fluvial sur la rivière Saguenay au Québec mentionné pour la première fois sur une carte du domaine du Roi datée du 23 août 1731. L'origine de son nom reste une énigme.

## Histoire
Le 23 août 1731, le père Laure, jésuite missionnaire en Nouvelle-France et géographe, traça la première carte du domaine du Roi. Chaque mention d’une dénomination fit l’objet d’une explication basée sur un fait historique.
Toutefois, celle du Cap au Leste demeure une énigme entretenue par différentes hypothèses liées à la navigation sur la rivière du Saguenay, ou au positionnement par rapport à un autre cap, celui du cap à l’Ouest. 
La mention du père Laure sur sa carte de 1731 et les récits très peu explicites des explorateurs Louis Aubert de Lachenaye et Lauren Normandin, en 1731 et 1732, ne permettent pas d'expliquer ce toponyme.

## Toponymie
Différentes interprétations et tentatives de solution à l’énigme ont été explorées par des historiens amateurs et professionnels. 
Une première hypothèse est celle d'une escale de navigation destinée à charger les navires en lest. Comme nombre de navires contemporains, les navires du XVIIIe siècle devaient être lestés pour assurer leur stabilité pendant la navigation. Le lest sert à corriger l’assiette d'un bateau, à équilibrer un chargement mal réparti, à enfoncer un navire lège. Typiquement, un navire de transport allégé de sa pesante cargaison emmenée depuis l'Europe jusqu'aux Amériques devait être lesté avant de reprendre sa navigation. Ce lest pouvait prendre la forme soit d'une cargaison équivalente à transporter dans le sens contraire, soit d'un chargement de lest sans intérêt marchand. Les navires du XVIIIe siècle utilisaient des pierres, là où les navires contemporains préfèrent remplir des ballast d'eau de mer.
En 1731, l’explorateur Louis Aubert de Lachenaye mentionna ce lieu d’escale :

« Quand on n’a passé la pointe au François (Français) le Sagné élargi et de l’un à l’autre Cap, entre les deux, cela forme une grande ance depuis la pointe au François jusqu’au cap au leste. Cette grande ance peut avoir une demi-lieue de profondeur (distance et non-profondeur de la rivière), et de Cap au L’este jeudy six (6 septembre 1731) après avoir sondé autour du Cap au L’este. »

— Louis Aubert de Lachenaye, 1731
Le Cap au François est situé en aval du Cap au Leste lorsque le navigateur remonte le Saguenay. L'auteur écrit différemment à deux reprises les mots leste et l’est.
Laurent Thibeault[réf. nécessaire] remarque l'épellation du mot « leste », terminé par la lettre « e », signifie « habile, léger », tout à fait opposé au sens du « lest » qui est une charge. Il remarque aussi que l'utilisation de « au » (au Leste) exclu que Lachenaye ait voulu écrire l'Est, l'orient. Le « à » était déjà en usage et dérive du latin « ad » indiquant une direction.
Des écrits ultérieurs de Lachenaye l'année suivante indiquent une étape « au cap au Leste » vers le poste de Chicoutimi compatible avec l'ajout de lest.
Source : Laurent Thibeault Professeur d’histoire - Maire de Ste Rose du Nord

### Débarcadère de bois
Une autre version avancée par l’historien Mgr Victoire Tremblay et le chroniqueur Yves Ouellet, avance que les navires venus prendre du bois se « délestaient » avant de prendre leur cargaison dans les scieries installées sur le cours du Saguenay.
Cette explication est peu crédible : l’exploitation du bois, principalement des grands pins blancs qui servaient à faire des mats pour la flotte anglaise commença en 1838 à l’arrivée de la société des 21. Or, la dénomination du cap est antérieure à 1740.

## Pourvoirie du Cap-au-Leste

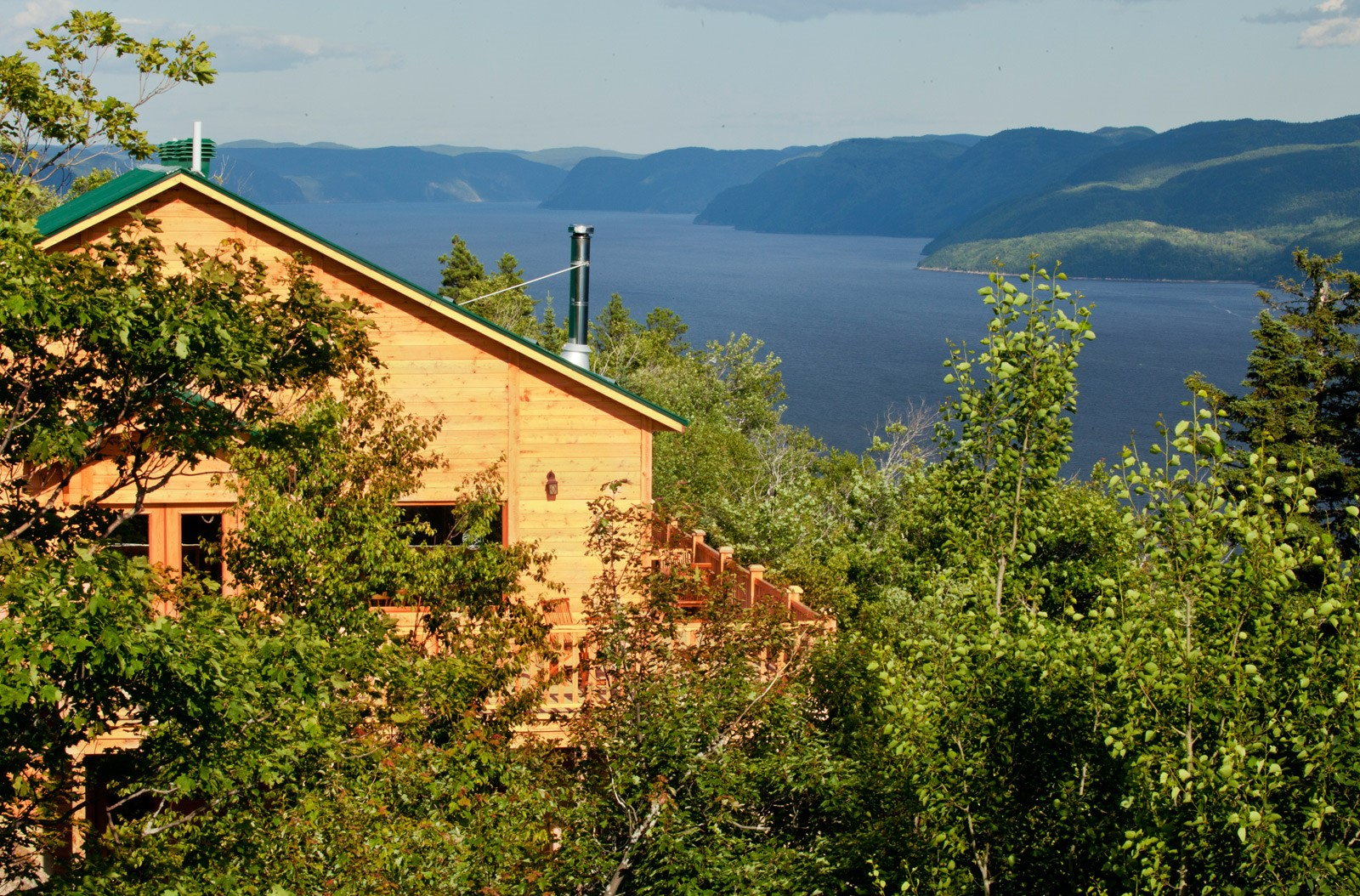
Fjord du Saguenay et Pourvoirie-Cap-au-Leste

La Pourvoirie du Cap-au-Leste se trouve exactement à l'endroit même de l'énigme, d'où son nom. Elle est située au dessus du fjord du Saguenay.